# Anemoi
În mitologia greacă, Anemoi (greacă:  Ἄνεμοι - vânturi) erau cei patru zei greci ai vântului în cele patru direcții cardinale

## Mitologie
- Boreas (greacă: Βορέας, Boreu) era zeul grec al vântului rece de nord și aducător de iarnă. Echivalentul său roman era Aquilo sau Aquilon, mai rar se folosea numele Septentrio.

- Notus (greacă: Νότος, Nótos) era zeul grec al vântului de sud. Echivalentul său roman era Auster.

- Zephyrus sau doar Zephyr (greacă: Ζέφυρος, Zéphuros, "vântul de vest"), în latină Favonius, era zeul grec al vântului de vest.

- Eurus (greacă: Εύρος, Euro) era o zeitate greacă care personifica vântul de est considerat ghinionist. Se considera că aduce căldură și ploaie, iar simbolul său era un vas inversat, din care curgea apă. Echivalentul său roman era Vulturnus (a nu se confunda cu Volturnus, un zeu tribal al râului care mai târziu a devenit o zeitate romană a râului Tibru).

Mai existau și alți zei minori ai vântului (Anemoi Thuellai, greacă: Άνεμοι θύελλαι; vânturile furtunii): 
- Kaikias (zeu al vântului de nord-est), echivalentul său roman era Caecius
- Apeliotes (zeu al vântului de sud-est), echivalentul său roman era Apeliotus sau Subsolanus
- Skiron (zeu al vântului de nord-vest), echivalentul său roman era Caurus sau Corus
- Lips  (zeu al vântului de sud-vest), echivalentul său roman era Afer ventus (vânt african) sau Africus